# 43. Festiwal Polskich Filmów Fabularnych w Gdyni
43. Festiwal Polskich Filmów Fabularnych w Gdyni odbył się w dniach 17–22 września 2018. „Złote Lwy”, główną nagrodę festiwalu, zdobył film Zimna wojna w reżyserii Pawła Pawlikowskiego. „Platynowe Lwy” za całokształt twórczości odebrał Jerzy Skolimowski.
Gala laureatów festiwalu odbyła się w Teatrze Muzycznym w Gdyni. Gali akompaniowała orkiestra Kukla Band pod dyrekcją Zygmunta Kukli.

## Repertuar[2]

### Konkurs główny
1. 7 uczuć – reż. Marek Koterski
2. Autsajder – reż Adam Sikora
3. Dziura w głowie – reż. Piotr Subbotko
4. Eter – reż. Krzysztof Zanussi
5. Jak pies z kotem – reż. Janusz Kondratiuk
6. Kamerdyner – reż. Filip Bajon
7. Kler – reż. Wojciech Smarzowski
8. Krew Boga – reż. Bartosz Konopka
9. Pewnego razu w listopadzie – reż. Andrzej Jakimowski
10. Twarz – reż. Małgorzata Szumowska
11. Wilkołak – reż. Adrian Panek
12. Zimna wojna – reż. Paweł Pawlikowski
13. Fuga – reż. Agnieszka Smoczyńska
14. Juliusz – reż. Aleksander Pietrzak
15. Ułaskawienie – reż. Jan Jakub Kolski
16. Zabawa, zabawa – reż. Kinga Dębska

### Konkurs Inne Spojrzenie
1. 53 wojny – reż. Ewa Bukowska
2. Dzień czekolady – reż. Jacek Piotr Bławut
3. Jeszcze dzień życia – reż. Damian Nenow, Raúl de la Fuente
4. Moja polska dziewczyna – reż. Ewa Banaszkiewicz, Mateusz Dymek
5. Monument – reż. Jagoda Szelc
6. Nie zostawiaj mnie – reż. Grzegorz Lewandowski
7. Nina – reż. Olga Chajdas
8. Okna, okna – reż. Wojciech Solarz

### Konkurs Filmów Krótkometrażowych
1. 1410 – reż. Damian Kocur
2. Atlas – reż. Maciej Kawalski
3. Bliscy – reż. Zofia Kowalewska
4. Chłopcy z motylkami – reż. Marcin Filipowicz
5. Córka – reż. Mara Tamkovich
6. Dla Ciebie – reż. Katarzyna Wiśniowska
7. Drżenia – reż. Dawid Bodzak
8. Dziku – reż. Kamila Chojnacka
9. Elizabeth – reż. Wojciech Klimala
10. Fascinatrix – reż. Justyna Mytnik
11. Gra w Cykora – reż. Karina Hajdamowicz
12. Krajanki – reż. Anna Drozdek
13. Murphy – reż. Ivan Bambalin
14. My pleasure – reż. Tadeusz Kabicz
15. Nikotyna – reż. Ewa Wikieł
16. Odbicie – reż. Emilia Zielonka
17. Operacja – reż. Mohammed Almughanni
18. Ostatni klient – reż. Anna Urbańczyk
19. Relax – reż. Agnieszka Elbanowska
20. Saszka – reż. Katarzyna Lesisz
21. Szczęście – reż. Maciej Buchwald
22. Też coś dla ciebie mam – reż. Iwo Kondefer
23. Ukołysz mnie – reż. David Tejer
24. Users – reż. Jakub Piątek
25. Wonder Girls – reż. Anastazja Dąbrowska
26. Zwykłe losy Zofii – reż. Dominika Gnatek

## Skład Jury[3]

### Jury Konkursu Głównego[4]
- Waldemar Krzystek – Przewodniczący Jury
- Elżbieta Cherezińska
- Jadwiga Jankowska-Cieślak
- Dorota Kobiela
- Marcin Koszałka
- Rafał Listopad
- Joanna Napieralska
- Elwira Pluta
- Joanna Szymańska

### Jury Konkursu Inne Spojrzenie[5]
- Piotr Dumała  – Przewodniczący Jury
- Łukasz Ronduda
- Maria Zmarz-Koczanowicz

### Jury Konkursu Filmów Krótkometrażowych[6]
- Maria Sadowska – Przewodnicząca Jury
- Norah McGettigan
- Leszek Starzyński

### Jury Młodych[7]
- Stanisław Bryś
- Konrad Wojtowicz
- Alicja Czepli

### Jury Polskiej Federacji Dyskusyjnych Klubów Filmowych[8]
- Paweł Kamiński
- Mateusz Rudak
- Krzysztof Sienkiewicz

## Werdykt[9]

### Konkurs Główny
- Wielka Nagroda „Złote Lwy” dla najlepszego filmu – reżyser Paweł Pawlikowski oraz producenci: Ewa Puszczyńska i Tanya Seghatchian za film „Zimna wojna”
- Nagroda „Srebrne Lwy” – reżyser Filip Bajon oraz producenci Olga Bieniek i Mirosław Piepka za film „Kamerdyner”
- Nagroda Specjalna Jury – reżyser Wojciech Smarzowski i producent Jacek Rzehak za film „Kler”.
- Nagroda Specjalna Jury – reżyser Marek Koterski za film „7 uczuć”.

- Najlepsza reżyseria – Adrian Panek za film „Wilkołak”
- Najlepszy scenariusz – Jan Jakub Kolski za film „Ułaskawienie”
- Najlepszy debiut reżyserski lub drugi film – Agnieszka Smoczyńska za film „Fuga”
- Najlepsza główna rola kobieca – Grażyna Błęcka-Kolska za film „Ułaskawienie”
- Najlepsza główna rola męska – Adam Woronowicz za film „Kamerdyner”
- Najlepsze zdjęcia – Jakub Kijowski za film „Fuga” oraz Jacek Podgórski za film „Krew Boga”
- Najlepsza muzyka – Antoni Komasa-Łazarkiewicz za filmy „Wilkołak” oraz „Kamerdyner”
- Najlepszy dźwięk – Maciej Pawłowski i Mirosław Makowski za film "Zimna wojna"
- Najlepszy montaż – Jarosław Kamiński za film "Zimna wojna"
- Najlepsza charakteryzacja – Mira Wojtczak i Ewa Drobiec za film "Kamerdyner"
- Najlepsze kostiumy – Monika Onoszko za film "Ułaskawienie"
- Najlepsza scenografia – Jagna Janicka za film „Kler”
- Najlepsza drugoplanowa rola kobieca – Aleksandra Konieczna za film „Jak pies z kotem”
- Najlepsza drugoplanowa rola męska – Olgierd Łukaszewicz za film „Jak pies z kotem”

### Konkurs Inne Spojrzenie
- Złoty Pazur – film „Nina”, reżyseria: Olga Chajdas, producent: Dariusz Pietrykowski
- Nagroda Specjalną Jury – film „Monumet”, reż. Jagoda Szelc.

### Konkurs Filmów Krótkometrażowych[10]
- Nagroda im. Lucjana Bokińca dla najlepszego filmu – Zwykłe losy Zofii, reż. Dominika Gnatek
- Nagroda Specjalna Jury – Users, reż. Jakub Piątek
- Nagroda Multimedia Polska – Relax, reż. Agnieszka Elbanowska
- Nagroda Filmowej Małopolski – Saszka, reż. Katarzyna Lesisz
- Nagroda firmy Heliograf za najlepsze zdjęcia – Adam Suzin za zdjęcia do filmu „Drżenia”

### Nagrody pozakonkursowe[10]
- Nagroda Publiczności – Wojciech Smarzowski za film „Kler”
- „Platynowe Lwy” za całokształt twórczości – Jerzy Skolimowski
- Nagroda Onetu – „Odkrycie Festiwalu" – Olga Chajdas za film „Nina"
- Nagroda firmy „Dr Irena Eris” za „najodważniejsze spojrzenie" – Olga Chajdas za film „Nina"
- Nagroda Jury Młodych: „7 uczuć”, reż Marek Koterski
- „Kryształowa Gwiazda Elle” – Agnieszka Smoczyńska za film „Fuga"
- Nagroda Festiwali i Przeglądów Filmu Polskiego za Granicą – „Kler”, reż. Wojciech Smarzowski
- „Złoty Kangur” – „Zimna wojna”, reż. Paweł Pawlikowski
- „Don Kichot”, nagroda Polskiej Federacji Dyskusyjnych Klubów Filmowych – „Kler”, reż. Wojciech Smarzowski
- Nagroda Sieci Kin Studyjnych i Lokalnych – „Fuga”, reż. Agnieszka Smoczyńska
- Nagroda Dziennikarzy – „Kler”, reż. Wojciech Smarzowski
- „Bursztynowe Lwy”, nagroda za najwyższą frekwencję – „Listy do M. 3”, reż. Tomasz Konecki